# Funkcja pierwsza omega
Funkcja pierwsza omega, funkcja omega (ang. Omega prime function) – jedna z dwóch funkcji arytmetycznych zliczających dzielniki pierwsze danej liczby naturalnej. Pierwsza z nich, czyli {\displaystyle \omega } zlicza dzielniki pierwsze bez wielokrotności, a druga, czyli {\displaystyle \Omega } zlicza je wraz z wielokrotnościami.
Jeśli {\displaystyle n=p_{1}^{e_{1}}p_{2}^{e_{2}}\cdot \ldots \cdot p_{k}^{e_{k}}} jest rozkładem liczby {\displaystyle n} na czynniki pierwsze, to
{\displaystyle \omega (n)=\omega (p_{1}^{e_{1}}p_{2}^{e_{2}}\cdot \ldots \cdot p_{k}^{e_{k}})=k}
oraz
{\displaystyle \Omega (n)=\Omega (p_{1}^{e_{1}}p_{2}^{e_{2}}\cdot \ldots \cdot p_{k}^{e_{k}})=e_{1}+e_{2}+\ldots +e_{k}.}
Dla {\displaystyle n=1} przyjmujemy {\displaystyle \omega (n)=\Omega (n)=0}.

## Własności
Funkcja {\displaystyle \omega } jest addytywna, a {\displaystyle \Omega } jest całkowicie addytywna.
Pierwszą funkcję można zdefiniować jako
{\displaystyle \omega (n)=\sum _{p|n}1,}
tzn. sumowanie 1 po wszystkich dzielnikach pierwszych {\displaystyle n,} a drugą
{\displaystyle \Omega (n)=\sum _{p^{\alpha }|n}1=\sum _{p^{\alpha }||n}\alpha ,}
gdzie zapis {\displaystyle p^{\alpha }||n} oznacza, że {\displaystyle p^{\alpha }|n,} ale {\displaystyle p^{\alpha +1}\not \mid n.}
W ogólności zachodzi nierówność {\displaystyle \Omega (n)\geqslant \omega (n),} przy czym {\displaystyle \Omega (n)=\omega (n)} wtedy i tylko wtedy, gdy {\displaystyle n} jest liczbą bezkwadratową.

### Powiązanie z innymi funkcjami arytmetycznymi
Za pomocą funkcji {\displaystyle \Omega } można zdefiniować funkcje Liouville’a i Möbiusa.
Dla każdej liczby naturalnej {\displaystyle n} zachodzi {\displaystyle \lambda (n)=(-1)^{\Omega (n)}} i dla każdej {\displaystyle n} bezkwadratowej zachodzi {\displaystyle \mu (n)=(-1)^{\Omega (n)}.}